# Kızılahmet, Hınıs
Kızılahmet là một xã thuộc huyện Hınıs, tỉnh Erzurum, Thổ Nhĩ Kỳ. Dân số thời điểm năm 2011 là 407 người.